# Westfield (Massachusetts)
Westfield – miasto w stanie Massachusetts, w hrabstwie Hampden USA.

## Historia
Pierwsi osadnicy pojawili się w Westfield w 1660 roku, oficjalnie osadę założono 9 lat później. Aż do 1725 roku była to najdalej na zachód wysunięta osada w kolonii. Prawa miejskie Westfield uzyskało w 1920 roku.

## Kultura
- Killswitch Engage - grupa muzyczna
- Times Of Grace - grupa muzyczna